# Backgammon
Backgammon [bêkgem'n] je igra na igralni deski za dva igralca. Vsak igralec ima petnajst figur in jih premika po štiriindvajsetih trikotnikih glede na met dveh igralnih kock. Cilje igre je spraviti vseh petnajst figur čim prej z igralne površine, nekako tako kot pri igri človek ne jezi se. Igra je znana tudi pod nemškim imenom Trik-trak (Puff ali tudi Wurfzabel). Angleško ime Backgammon izhaja iz staroangleščine 12. stoletja iz imena gamen, kar skupaj pomeni obrambna igra. Igra je hitra in dinamična, zahteva pa tudi nekaj znanja.

## Zgodovina igre
Izvor backgammona še ni pojasnjen. Domnevajo, da so igro začeli igrati v Indiji, razširila se je po antični Grčiji, v zahodno Evropo pa so jo prinesli španski Mavri in križarji. Najstarejše sledove igre, ki spominja na backgammon, so arheologi odkrili v Mezopotamiji, današnjem Iraku, igrali so jo za časa Sumercev, to je pred približno pet tisoč leti. Igralca sta imela v tej igri vsak po sedem figur.
Na vzhodu se je igra pod imenom nerdšir razširila po perzijski državi, na zahodu pa se je pojavila v stari Grčiji pod makedonskim imenom plakoto. Grki so jo preko Makedoncev posredovali Keltom pod imenom portas.
Kocke so po izvoru še starejše. Domnevajo, da so prvotno služile pri verskih obredih za vedeževanje in napovedovanje dogodkov. 
Sčasoma so postale glavni element vseh iger na srečo in tudi backgammona.
Zaradi odvisnosti od kock, ki določajo napredovanje figur, štejemo backgammon torej med igre na srečo. Francoska beseda hazard pomeni slučaj.

## Pravila igre
Na sliki je prikazana začetna postavitev figur. Bele figure se pomikajo v nasprotni smeri urinega kazalca, črne pa v obratni smeri (lahko pa je tudi zrcalno). Naloga igralca je, da spravi vse figure najprej v svojo »hišo«, nato še iz hiše. Kocke določajo, koliko korakov ima vsak igralec na voljo. Potuje lahko z eno figuro, ali z dvema. Pri tem se bo srečeval z nasprotnikovimi figurami; če bo naletel na eno, jo bo lahko zbil, kot pri igri človek, ne jezi se. Če sta na eni konici dve figuri (ali več), sta pred zbijanjem varni.
Pravila backgammona so sedaj standardizirana, a obstajajo tudi igre, ki imajo svojo tradicijo, svoja lokalna pravila. Za Backgammon in njegova pravila skrbi Svetovna Backgammon federacija. Ta predpisuje, da mora biti namizna deska dimenzij 44-55 pa do 66-88 cm.

### Postavitev
Deska, na kateri igramo, je po sredini razdeljena na dva dela s pregrado (angleško bar), ki se imenuje bariera. Z njo je igrišče razdeljeno na notranji del, obe hiši, (številke od ena do šest na sliki), in zunanji del, obe polji (številke od sedem do dvanajst). Na deski so zarisani podolgovati trikotniki, za katere veljajo vrisane številke, to so konice, po šest na vsaki četrtini.
Različno so obarvane samo zato, da lažje štejemo, sicer pa so barve konic za igro nepomembne.
Vsak igralec ima po dve običajni igralni kocki v svoji barvi, in posodico za mete. Obstaja še peta kocka. Ta je nekoliko večja od običajne in označena s številkami 2, 4, 8, 16, 32 in 64. To je kocka za podvajanje, z njo zvišujemo vložke za katere igramo. In končno, vsak igralec ima po petnajst figuric, s katerimi bo potoval po deski. To so čipi. Prvi igralec ima črne, drugi bele, kar pa nista obvezni barvi. Pomembno je, da so čipi različnih barv.

### Premikanje
Igra je potezna. Najpomembnejša razlika od ostalih poteznih iger je obstoj dveh igralnih kock, ki z žrebom določijo, kdo ima prvo potezo in kaliko korakov lahko napravi s svojimi figurami.. Tako lahko žreb, kjer kocka označi 3 in 1, pomeni, da se lahko ena figura premakne za 4, lahko pa eno figuro premakne z 1, drugo figuro pa za 3. Če kocka ponudi dve isti števili, torej recimo 3-3, ima igralec pravico na podvojeno število potez, torej štiri poteze po 3 polja. Na eno konico lahko gredo figure (kamenčki, ploščice) samo ene strani. Ni omejeno koliko figur lahko pride na isto konico.
Ker se figure premikajo v eni smeri, se šteje vsaka konica za polje. Če žreb kock pomeni, da bi figura padla na mesto, kjer so nasprotnikove figure, se figura ne premakne in spusti potezo. Če je na konici ena sama nasprotnikova figura, se lahko izbije iz igre, kar pomeni, da pričnejo za začetku igre. Pravila so različna glede napak. Figur je 15 na vsaki strani. Zmaga stran, ki pripelje vseh 15 figur v poln polnkrog, Točkuje se zmaga glede na to, kakšno je stanje nasprotnika v času poraza. Sama zmaga je 1 točka. Najbolj nagrajena je zmaga, kjer ima nasprotnik kako figuro na začetnem položaju, torej mu je bila nedavno izbita, taka zmaga šteje 3 točke.

### Kocka za podvojitev
Backgammon je igra, kjer deluje tudi naključje. To naj bi predstavljala igralna kocka. Kocka za podvojitev pa ni namenjena naključju. Gre za dvigovanje igre. Igralec pred vsako igro ponudi dvig igre. Ko/Če igralec sprejme dvig igre, ima pravico tudi sam dvigniti igro po svoji želji, saj mu pripada kocka za podvojitev. Ker gre za klicanje igre, ima pozivanje nasprotnika, da dvigne igro škodljive posledice. Če nasprotnik, ki je sprva pozval na podvojitev igre, zavrne recimo ponovno podvojitev, torej na 4 kratni vložek, se igra konča in igralec, ki je izgubil igro, jo je izgubil z dvojnim vložkom. Ne igra se naprej. Kocka za podvojitev ne pomeni omejitev dvigovanja igre na 64 kratno vrednost. Backgammon zaradi teh dinamik med igro velja za igro na srečo.
Obstajajo variacije, kjer se omejuje število figur na konici ali neko prepoved zbijanja figure dokler ne zapusti prvih pet konic iz začetka.
Backgammon je lahko zelo različen glede na način, kako se igra. Nard, ki naj bi bila najstarejša oblika takih namiznih iger, ne vsebuje zbijanja figur. Nekatere igre ima podporno rešitev. Neugoden žreb 1-2 je nagrajen z dvema potezama po želji igralca (ali s še enim metom kock). 

## Različice igre

### Starejše različice
V starem Egiptu lahko sledimo igri senet, ki je mogoče najstarejša predhodnica sodobnemu backgammonu.
V starem Rimu so igrali podobno igro z imenom ludus duodecim scriptorum (igra dvanajstih črt) ali preprosto tabula (deska), oziroma alea (kocka), pa tudi Vikingi so igrali nordijsko različico tabule.
Francoska inačica backgammona trictrac je bila razširjena pred francosko revolucijo na dvoru kraljev Ludvika XIV., Ludvika XV. in Ludvika XVI.
Na Japonskem je že dolgo časa zelo razširjena različica sugoroku.

### Sodobne različice
Obstaja različica igre krožni gammon za dva, tri ali štiri igralce. Zamislili so si različice za tri igralce (TRIgammon), za štiri (quadragammon, quadrogammon) in za sedem igralcev (stara igra zodiak, kjer ima vsak 7 figur in tri kocke s sedmimi površinami).
V Rusiji je razširjena različica z imenom nard, na Bližnjem vzhodu in Srednji Aziji pa podobna različica za dva igralca.

## Znani igralci backgammona
- John Horton Conway
- Damian Plesec je najboljši slovenski igralec.[8][9]